# Santa Maria (Miami)
Pour les articles homonymes, voir Santa Maria.
Santa Maria est un gratte-ciel résidentiel de 159 mètres de hauteur construit à Miami en Floride aux États-Unis en 1997. Il est situé le long de l'avenue Brickell où se concentrent un grand nombre de gratte-ciel.
Les architectes sont les agences Revuelta Vega Leon et Fullerton Diaz.
À sa construction en 1997 c'était l'un des plus hauts immeubles de l'agglomération de Miami.
L'immeuble a quatre ascenseurs panoramiques qui offrent une vue complète sur la baie.
Il comprend aussi une très importante piscine, un court de tennis illuminé.